# Patty Aubery
Patty Aubery je američka spisateljica iz Kalifornije. Koautorica je serije Chicken Soup for the Soul, uključujući Chicken Soup for the Christian Soul.
Kao pionirka u pokretu osnaživanja žena Aubery je koautorica knjige namijenjene isključivo ženama, Chicken Soup for the Christian Woman's Soul. Knjiga predstavlja istinite priče žena koje se suočavaju s izazovima, teškim vremenima i obnavljanjem vjere. Poglavlja uključuju vjeru, obiteljsku ljubav, Božju iscjeliteljsku moć, prijateljstvo, ključ promjene, izazove i čuda.
Sudjelovala je u emisiji "Wake up!" na televiziji 2015. godine.  2017. glumila je u filmu Soul of Success. Njezina su djela postala istaknuta unutar žanra samopomoći. Supotpisuje nekoliko knjiga iz područja samopomoći, uma i tijela, tjelovježbe, životne borbe, novca, uspjeha, i inovacija. Spisateljica Lisa Nichols napisala je da je Aubery "bila sila mogućnosti".